# Érika de Souza
Érika Cristina de Souza Machado (Río de Janeiro, 9 de marzo de 1982) es una jugadora brasileña de baloncesto que ocupa la posición de pívot.
Fue parte de la Selección femenina de baloncesto de Brasil con la que alcanzó la medalla de bronce en los Juegos Panamericanos de 2011 en Guadalajara, México; además, recibió la medalla de oro en el Campeonato Sudamericano de Baloncesto femenino adulto realizado en Colombia 2005 y en Paraguay 2006, y fue vencedora junto a su equipo del campeonato preolímpico de las Américas realizado en México 2003 y Colombia 2011. Fue seleccionada del equipo brasileño en los Juegos Olímpicos de Atenas 2004, Londres 2012 y Río 2016.
Érika estuve en la Liga Femenina de Baloncesto de España de 2003 hasta 2012, ganando seis ediciones, 2004–05 (Barcelona), cuatro entre 2006–07 y 2009–10 (Ros Casares Valencia), y 2011-12 (Club Baloncesto Avenida). También fue parte de la equipo vencedora de la Euroliga Femenina 2010-11.

## Estadísticas

### Estadísticas WNBA
|  | Denota temporadas en las que se proclama campeón de la WNBA |

| Temporada | Equipo             | Liga | PJ | MPP  | PPP  | RPP | APP |
| --------- | ------------------ | ---- | -- | ---- | ---- | --- | --- |
| 2002      | Los Angeles Sparks | WNBA | 11 | 3,7  | 1,1  | 1,3 | 0,2 |
| 2007      | Connecticut Sun    | WNBA | 32 | 12,2 | 4,3  | 3,0 | 0,4 |
| 2008      | Atlanta Dream      | WNBA | 12 | 23,1 | 9,3  | 6,6 | 0,7 |
| 2009      | Atlanta Dream      | WNBA | 34 | 27,3 | 11,1 | 9,1 | 1,1 |
| 2010      | Atlanta Dream      | WNBA | 34 | 25,6 | 12,4 | 8,3 | 0,9 |
| 2011      | Atlanta Dream      | WNBA | 32 | 27,4 | 11,8 | 7,5 | 1,0 |
| 2012      | Atlanta Dream      | WNBA | 15 | 29,9 | 11,6 | 8,2 | 1,6 |
| 2013      | Atlanta Dream      | WNBA | 34 | 29,7 | 12,9 | 9,9 | 1,3 |
| 2014      | Atlanta Dream      | WNBA | 33 | 29,4 | 13,8 | 8,7 | 1,2 |
| 2015      | Atlanta Dream      | WNBA | 17 | 28,9 | 8,6  | 7,5 | 1,2 |
| 2015      | Chicago Sky        | WNBA | 17 | 19,4 | 5,5  | 5,5 | 0,5 |
| 2016      | Chicago Sky        | WNBA | 31 | 16,6 | 5,8  | 5,2 | 0,6 |
| 2017      | San Antonio Stars  | WNBA | 27 | 12,5 | 3,6  | 2,6 | 0,7 |

(Leyenda: PJ= Partidos jugados; MPP= Minutos por partido; PPP= Puntos por partido; RPP= Rebotes por partido; APP= Asistencias por partido)

### Estadísticas Euroliga
|  | Denota temporadas en las que se proclama campeón de la Euroliga |

| Temporada | Equipo                   | Liga     | PJ | MPP  | PPP  | RPP  | APP |
| --------- | ------------------------ | -------- | -- | ---- | ---- | ---- | --- |
| 2002-03   | Mizo-Pecsc               | Euroliga | 4  | 21,3 | 13,0 | 4,0  | 0,3 |
| 2003-04   | Universitat FC Barcelona | Euroliga | 1  | 36,0 | 19,0 | 14,0 | 0,0 |
| 2006-07   | Ros Casares              | Euroliga | 17 | 16,1 | 8,0  | 4,5  | 0,5 |
| 2008-09   | Ros Casares              | Euroliga | 12 | 24,4 | 12,2 | 7,9  | 0,7 |
| 2009-10   | Ros Casares              | Euroliga | 16 | 28,2 | 13,3 | 8,6  | 1,1 |
| 2010-11   | Halcón Avenida           | Euroliga | 16 | 26,4 | 12,6 | 7,7  | 0,8 |
| 2011-12   | Perfumerías Avenida      | Euroliga | 11 | 30,4 | 15,9 | 8,7  | 0,7 |
| 2016-17   | Perfumerías Avenida      | Euroliga | 13 | 23,1 | 8,5  | 6,6  | 0,8 |
| 2017-18   | Perfumerías Avenida      | Euroliga | 13 | 17,9 | 5,1  | 4,8  | 0,7 |

(Leyenda: PJ= Partidos jugados; MPP= Minutos por partido; PPP= Puntos por partido; RPP= Rebotes por partido; APP= Asistencias por partido)